# Linden (Familienname)
Linden oder Lindén ist ein Familienname.

## Namensträger

### A
- Ada Linden (1847–1911), deutsche Lehrerin und Schriftstellerin
- Aki Lindén (* 1952), finnischer Politiker
- Albrecht von Heyden-Linden (1872–1946), deutscher Rittergutsbesitzer und Politiker, MdL Pommern
- Andreas Linden (* 1965), deutscher Speerwerfer
- Andy Linden (Rennfahrer) (1922–1987), US-amerikanischer Rennfahrer
- Andy Linden (Schauspieler), britischer Schauspieler

### B
- Bogislav von Heyden-Linden (Generalmajor) (1853–1909), deutscher Reiter und Generalmajor
- Bogislav von Heyden-Linden (Schauspieler) (1898–1991), deutscher Schauspieler

### C
- Carl von Linden (1801–1870), deutscher Politiker, MdL Württemberg
- Carl von Heyden-Linden (1851–1919), preußischer Rittergutsbesitzer und Politiker, MdH
- Charles Linden (* 1968), britischer Lebensberater und Buchautor
- Christian Bogislaw von Linden (1707–1779), deutscher Generalmajor

### D
- David Linden (* 1961), US-amerikanischer Neurobiologe und Hochschullehrer
- David Linden (Politiker) (* 1990), britischer Politiker (SNP)
- Desiree Linden (* 1983), US-amerikanische Langstreckenläuferin
- Detlof Gustav Friedrich von Linden (um 1712–1761), deutscher Domänenrat und Diplomat
- Dietrich von Heyden-Linden (1898–1986), deutscher Physiker und Fotograf
- Donald Linden (1877–1964), kanadischer Geher

### E
- Eike von der Linden (* 1941), deutscher Bergbauingenieur und Autor
- Elly Linden (1895–1987), deutsche Politikerin (SPD)
- Eric Linden (1909–1994), US-amerikanischer Schauspieler
- Erik Lindén (Segler) (1880–1952), schwedischer Segler
- Erik Lindén (Ringer) (1911–1992), schwedischer Ringer
- Ernest Vander Linden (1886–1974), belgischer Bankier, erste Privatbankier in Luxemburg

### F
- Felix Linden (* 1988), deutscher Handballtrainer
- Franz Linden (Bildhauer) (1873–1923), deutscher Bildhauer
- Franz a Paula von Linden (1800–1888), deutscher Diplomat
- Franz Anton Christoph van der Linden (1804–1877), deutscher Kaufmann und Fabrikant
- Franz Josef Ignaz von Linden (1760–1836), deutscher Jurist und Politiker
- Franziska Linden (* 1939), deutsche Winzerin
- Fritz Linden (1897–nach 1954), deutscher Pianist

### G
- Georg Linden (* 1911), deutscher Landrat

### H
- Hal Linden (* 1931), US-amerikanischer Schauspieler
- Hans Antoni Linden (um 1540–1619), Gold- und Silberschmied in Heilbronn
- Herbert Linden (1899–1945), deutscher Mediziner

### I
- Iduberga Linden (1905–1943), deutsche römisch-katholische Ordensfrau, Missionsschwester und Märtyrin
- Ilse von Heyden-Linden (1883–1949), deutsche Malerin
- Isabelle Linden (* 1991), deutsche Fußballspielerin

### J
- Jaap ter Linden (* 1947), niederländischer Cellist und Dirigent
- Jakob Linden (1853–1915), deutscher Jesuit und katechetischer Schriftsteller
- Jakobus Linden (1886–1950), deutscher Bildhauer
- Jean Linden (1817–1898), luxemburgisch-belgischer Botaniker
- Johan van der Linden (* 1961), niederländischer Saxophonist, Arrangeur und Komponist
- Josef Linden (1926–2017), deutscher Landrat des Kreises Euskirchen
- Joseph von Linden (1804–1895), deutscher Jurist und Politiker
- Jürgen Linden (* 1947), deutscher Politiker (SPD), Oberbürgermeister von Aachen

### K
- Karl van der Linden (1839–?), niederländischer Komponist
- Karl von Linden (1838–1910), deutscher Handelsgeograph und Museumsgründer
- Karl Linden (1876–1964), deutscher Maler (Spätimpressionismus)
- Kerstin Linden (* 2008), schwedische Schauspielerin
- Kerstin von der Linden (* 1972), deutsche Journalistin und Fernsehmoderatorin

### L
- Lieke van der Linden (* 2001), niederländische Handballspielerin
- Ludwig von Linden (1808–1889), deutsch-schweizerischer Militär
- Ludwig Linden (* vor 1975), deutscher Diplomat

### M
- Maarten van der Linden (* 1969), niederländischer Ruderer
- Magnus Lindén (* 1979), schwedischer Handballtrainer und -spieler
- Marc van Linden (* 1976), deutscher DJ und Musikproduzent
- Margot von Heyden-Linden (1895–1975), deutsche Malerin
- Maria von Linden (1869–1936), deutsche Zoologin, Parasitologin und Bakteriologin
- Marianna Linden (* 1975), deutsche Schauspielerin
- Markus Linden (* 1973), deutscher Politikwissenschaftler, Hochschullehrer und Publizist
- Michael Linden (* 1948), deutscher Neurologe, Psychiater und Psychotherapeut

### N
- Nico ter Linden (1936–2018), niederländischer Theologe und Schriftsteller

### O
- Olle Lindén (* 1921), schwedischer Mittelstreckenläufer

### P
- Paul Linden (* 1947), britischer Mathematiker und Strömungsmechaniker
- Peter Linden (Journalist, 1951) (* 1951), österreichischer Journalist
- Peter Linden (Journalist, 1959) (* 1959), deutscher Journalist und Dozent
- Pierre Léonard Vander Linden (1797–1831), belgischer Entomologe

### R
- Raymund Linden OFMCap (1904–1981), deutscher Ordenspriester und Kirchenhistoriker
- Reinhard Linden (* 1957), deutscher Operndirektor
- Rik Van Linden (* 1949), belgischer Radrennfahrer
- Robert Linden (1955/1956–2013), US-amerikanischer Musiker
- Rotger Linden (auch Rotger under der Linden; † 1584), deutscher Geistlicher, Abt von Grafschaft
- Rudolf Linden (1926–2005), deutscher Maler, Grafiker und Bildhauer

### S
- Sabina van der Linden-Wolanski (1927–2011), polnisch-australische Überlebende des Holocaust
- Sara Lindén (* 1983), schwedische Fußballspielerin
- Seymour Linden (1921–2005), US-amerikanischer Chemiker und Botaniker

### T
- Teunis van der Linden (1884–1965), niederländischer Chemiker
- Tonny van der Linden (1932–2017), niederländischer Fußballspieler
- Trevor Linden (* 1970), kanadischer Eishockeyspieler

### V
- Vincent zur Linden (* 1994), deutscher Schauspieler

### W
- Walther Linden (1895–1943), deutscher völkischer Literaturwissenschaftler
- Wilhelm von Heyden-Linden (1842–1877), deutscher Verwaltungsjurist
- Willi Linden (1922–2006), deutscher Jurist